# Dactylocythere enoploholca
Dactylocythere enoploholca är en kräftdjursart som beskrevs av Hobbs och Walton 1970. Dactylocythere enoploholca ingår i släktet Dactylocythere och familjen Entocytheridae. Inga underarter finns listade i Catalogue of Life.